# Demonax ravus
Demonax ravus är en skalbaggsart som beskrevs av Holzschuh 1992. Demonax ravus ingår i släktet Demonax och familjen långhorningar. Inga underarter finns listade i Catalogue of Life.